# Alkanna froedinii
Alkanna froedinii är en strävbladig växtart som beskrevs av Karl Heinz Rechinger. Alkanna froedinii ingår i släktet Alkanna och familjen strävbladiga växter. Inga underarter finns listade i Catalogue of Life.